# 成長戦略
成長戦略（せいちょうせんりゃく）とは経営学用語の一つ。大企業、外資系企業などといった組織が成長することを目標として経営していく場合、そのためにはどのような事柄をするべきかを明確にするということ。
日本では一企業や企業団体に留まらず、経済成長させるということを目指す場合にもこの言葉が用いられている。

## 解説
一般的には、競争政策、規制改革（規制緩和）、貿易自由化、教育投資、技術開発、経済の安定などが成長に重要とされる。規制改革と官業の民間開放が、成長戦略の基礎である。
成長戦略というと個別分野の政策を並べることになりがちであるが、マクロ経済の視点が必要であるとされている。成長戦略を論じる際には、「サプライ・サイド（供給）」と「ディマンド・サイド（需要）」という視点が重要である。成長戦略に関わる多くの政策はサプライ・サイドに働きかけるものであり、規制緩和、市場開放、税制変更などは、いずれもサプライ・サイド政策である。
経済学者のポール・クルーグマンは「経済成長を確実にできる方法を発見すれば、世界中から貧困問題がなくなる。経済学もいらなくなる」という批判もある。

## 産業政策としての成長戦略
成長戦略は産業政策であってはならいとする識者の見解がある。
経済学者の野口悠紀雄は「多くの人は、『今後成長が期待される分野を政府が選び出し、それに補助を与えて育成することが成長戦略である』と考えている。実際、民間企業の経営者が『成長戦略が必要』という場合、それは『政府の補助が必要』というのとほぼ同義である。また、各省庁にとっては『成長戦略』とは、予算獲得のための手段である。しかし、こうした傾向の成長戦略には大きな問題がある。それは、どの分野が成長できるかは事後的にしか分からない場合が多いからである」と指摘している。
経済学者の原田泰は「特定産業への肩入れではなくて、規制緩和に尽力するのが成長戦略になる。成長戦略は産業政策ではなく、規制緩和、市場開放、民営化、減税でなければならない」と指摘している。
経済学者の高橋洋一は「経済成長のためには役所がでしゃばらないほうがよい。役所の最善の経済政策（成長戦略）は『何もしない』ことである」「政府の成長戦略も、特定産業の選り好みではなく、国民に『成長産業』を選んでもらいという、逆転の発想が必要である」と指摘している。
経済学者の土居丈朗は「政府の計画的な成長戦略に依存・期待すべきではない。政府の力で実質経済成長率を直接的に高めることなど到底不可能である。政府にできることは過剰な介入を排する程度に限られている」と指摘している。

## 懸念材料
経済学者の伊藤元重は「もし成長戦略がサプライサイドで効いてくるとしたら、物価を下げる要因として働きかねない。需要が増えない中で供給力だけが増えれば、物価を下げる圧力として働く」と指摘している。

## 提言
- 伊藤元重は「供給サイドからの成長戦略が日本の持続的成長のために重要である。規制改革・市場改革などによって日本の潜在成長率を上げ、中長期の成長率を押し上げようというのが成長戦略の狙いである[11]」と指摘している。
- エコノミストの岩田一政は「長期的に実質消費水準が下がっていく事態を打開するには成長戦略しかない。生産性を上げる一番の大きな要因は開放経済である」と指摘している[12]。
- エコノミストの片岡剛士は「民間向けの成長戦略については、潜在成長率をどれほど押し上げるか未知数の部分が大きく、期待できない。アイデアはあるが金はないという人たちの金回りをよくすることが、政府の最大の役割なのではないか」と指摘している[13]。
- 高橋洋一は「東京・大阪などアベノミクス特区をつくり、岩盤規制に穴を開けることが必要であり、期間限定・地域限定なら可能だろう」と指摘している[14]。

## 民主党政権の成長戦略
日本の民主党政権だけに限っても、「新成長戦略」（2010年6月）、「日本再生の基本戦略」（2011年12月）、「日本再生戦略」（2012年7月）が作成された。
民主党政権の成長戦略に懸念を示す識者もいた。経済学者の岩田規久男は「2009年に発表された民主党政権の新成長戦略は、旧自民党政権時代の産業政策の復活であり、規制緩和・競争政策の観点から問題がある」「民主党政権は成長戦略が無いと批判されたため、急遽経済産業省につくってもらった『新成長戦略』を閣議決定した」と指摘している。岩田は、2009年の民主党政権の「新成長戦略」について「内容は戦略でもなんでもなく、大げさな言葉やカタカナ語を並べて、根拠の無い数値目標を掲げているだけである」と批判している。

## アベノミクスの成長戦略
第2次安倍内閣で成長戦略がとられている。第2次安倍内閣での成長戦略というのは、アベノミクスと言われている事柄の一つであり、法人に対する減税を実施することで企業収益を拡大させ、そして国民総所得を向上させるということが目標とされている。
アベノミクスの成長戦略に懸念を示す識者もいた。エコノミストの杉浦哲郎は「政府の提言は産業政策的な発想が強すぎる。成長産業に肩入れすれば経済全体が伸びるという考え方は、単純すぎる」と指摘している。
高橋洋一は「成長戦略と言うが、なぜ官僚に成長分野がわかるのだろうか。ターゲットを決めてそこに資源を投入することは、企業ではありえるが、国レベルではありえない」と指摘している。

エコノミストの村上尚己は「成長戦略は、民間経済の力を底上げする政策であるが、いつの間にか公的セクターの予算の使い方に関わる政策にすり替わっている」と指摘している。